# 機動警察
《機動警察》（日语：機動警察パトレイバー）是一系列日本漫畫與動畫作品，原作是HEADGEAR，由5人組成的小組，包含原案／漫畫的結城正美、機械設計的出淵裕、人物設計的高田明美、劇本的伊藤和典、擔任導演的押井守。結城正美從1988年開始於週刊少年Sunday連載漫畫至1994年完結。目前已出版的作品包括漫畫、動畫電視、OVA、動畫電影和真人電影。於2017年的法國安錫國際動畫影展上，釋出即將展開全新企劃《機動警察 EZY》的消息。

## 故事概要
這一系列作品的故事雖然各自不同，但是情節都共通設定在虛構的1998年到2002年間。日本東京因為溫室效應造成的海平面上升而有沉沒之虞，所以開始進行巴比倫計畫：建造大型海堤封閉東京灣，將灣內的海水抽除之後，再進行填海造陸。巴比倫計畫大量引進人類駕駛的大型機器人「Labor」，至此與Labor有關的治安問題也層出不窮。這系列作品的主要角色就是專門負責這類案件的警視廳警備部特車二課(機動警察隊)。特車二課第二小隊配備最先進的警用Labor「Patlabor」（patrol labor之意）篠原重工製 AV-98型與整備班和特車二課第一小隊一起駐紮在東京一處偏遠的海埔新生地(即今東京都豐州台場一帶)。

## 登場人物

### 特車二課 第二小隊（菜鳥組）
泉野明
配音：富永美衣奈（香港粵語配音：楊婉清→林元春）（台灣配音：賀世芳）
本作主角，隸屬特車二課第二小队一號機前鋒（負責駕駛）。階級巡査。出身於北海道苫小牧市。
個性天真率直，有時候不懂得衡量事情的輕重。家裡開酒屋，因此很愛喝酒，但醉酒後脾氣會變得很壞。願望是駕駛機械人，所以遠赴東京投考警察。有駕駛機械人的天份及工作熱誠，但不太懂得發揮機械的功能，一心只想保護機械人不被損壞。後來得到熊耳武緒的指導，加上累積駕駛和戰鬥經驗，成為英格蘭姆（特車二課第二小隊專用機械人）正式駕駛員。
與篠原遊馬是一對歡喜冤家，有著朋友以上 戀人未滿的微妙關係。在PATLABOR MUSIC CLIPS 一段名為「野明的一日」的短片中﹐野明和一個背影跟遊馬相似的男生牽著手走進去聽 Patlabor concert tour音樂會。
篠原遊馬
配音：古川登志夫（香港粵語配音：馮錦堂）（台灣配音：符爽）
本作主角，隸屬特車二課第二小队，負責指揮泉野明。階級巡査。出身於群馬縣前橋市。
家族是開發機械人的篠原重工。由於遊馬不滿父親(篠原一馬)的專橫作風，加上遊馬的哥哥早年自殺，造成父子長期不和的局面。一心想逃離家族陰影和自立，所以投考警察的職位。為人理智、公私分明。雖然盡量不提家世，還是不自覺流露出一點點少爺脾氣。篠原重工曾涉及賄賂警視廳的醜聞，使遊馬一度處於尷尬境地。
十分了解和關心野明，和她有著亦愛亦友的微妙關係。漫畫最終章時﹐曾紅著臉曖昧地說如果野明因臉上的傷痕嫁不出去的話願意娶她，野明則裝作聽不清楚而一笑置之。
後藤喜一
配音：大林隆之介（香港粵語配音：翟耀輝/代替配音黃健強）
特車二課第二小隊長，出身於東京都台東區下谷，畢業於早稻田大學政治及經濟系，謎樣的智慧型人物。階級警部補。
特徵是會在辦公室含著未燃點的香煙，或是在辦公室當著南雲或其他下屬前摳腳指。熟識警方相關人脈，深諳辦公室政治和心理戰。由於經常以一幅不修邊幅和吊兒郎當的樣子示人，加上下屬問題頻頻，常受到署長的叱責，但後藤往往以大而化之的幽默態度解決麻煩。外號「剃刀後藤」, 柔道黑帶五段，是個孔武有力但隱藏真正實力和性格的人。沒有人知道後藤被派到特車二課的原因(小說版加插描述後藤的過去，因為不屑逢迎警視廳高層而遭降職，妻子也因難產而逝世)。 雖然調至特車二課被視為發配邊疆，下屬上下之間亦各有問題，後藤卻十分享受這份吃力不討好的差事，抱持將犯人繩之於法的堅定信念，絕不因為敵人的趾高氣揚而沮喪。看似與女性絕緣，但對南雲忍有種若有似無的關懷。後藤喜一的角色原型襲自結城正美《究極超人》的主角R·田中一郎。
太田功
配音：池水通洋（香港粵語配音：招世亮）
隸屬特車二課第二小队二號機前鋒（負責駕駛）。階級巡査。出身於岩手縣釜石市。
肌肉發達、頭腦簡單，充滿正義感的熱血衝動派。自視甚高，愛大吹大擂，脾氣火爆，易遷怒身邊的人。槍械狂迷，幾乎在每次出動後也拔槍(在拯救行動中想拔槍時才發現未獲配槍), 熱衷於射擊，但槍法奇差，於訓練時射擊命中率極高，於行動時射擊卻幾近從未命中過目標。駕駛機械人時，往往因為太魯莽衝動，不但令機體屢受重創，同時也常造成許多無辜的民宅受到更嚴重的損害，讓特車二課成為民眾心目中有名的瘟神，甚至有「特車二課所經之處，寸草不生」之譏。
進士幹泰
配音：二又一成（香港粵語配音：蘇強文）
隸屬特車二課第二小队，負責指揮太田。階級巡査。出身於靜岡縣藤枝市。
是特車二課中唯一已婚人士。極度畏妻，妻子名叫多美子。從前是電腦公司的員工，因不滿工作環境，轉職成為警務人員。性格較為懦弱，常受制於太田的「暴走」, 容易緊張產生胃痛。其貌不揚但心思熟慮，對科學知識有一定閱歷，有時也協助維修部員工開發技術。生氣的時候眼鏡會閃亮起來。進士一旦被觸怒，其可怕程度更超越太田。　
山崎廣美
配音：鄉里大輔
隸屬特車二課第二小队，負責後勤(運輸)支援。階級巡査。出身於沖縄縣石垣島，被稱為「廣美醬」。
身型巨大(也因為這個原因無法駕駛LABOR)但個性溫純。據野明表示，山崎頗精於烹飪，也負責特車二課的膳食供應(如飼養雞禽和種植野菜)。
香貫花‧克蘭西
（配音：井上瑤（香港粵語配音：盧素娟）
第二小隊二號機前鋒（負責指揮）， 出生於美國夏威夷檀香山市，是美日混血第三代後裔。階級巡查部長。
麻省理工大學畢業，原本在紐約警局任職小隊長階級警官，精通英語、日語、德語、法語及華語，擅長射擊、柔道及茶道。與同樣具有實力的熊耳武緒，產生互相較勁的競爭關係。和太田一樣是現實主義者，痛恨罪惡，矢志撲滅罪行，但她比太田更冷靜且更有謀略。動畫版的香貫花被派往日本接受訓練，漫畫版則安排香貫花到日本調查兒童人口販賣罪行，亦暗中交待香貫花的雙親被匪徒殺害，由祖母撫養成人的故事。
熊耳武緒
配音：橫澤啟子（香港粵語配音：袁淑珍）
隸屬特車二課第二小队，負責機械人控制技術支援，有時也會代替遊馬指揮野明。出身於兵庫縣西宮市，階級巡查部長。
性格嚴肅，心思細密，是為了大局而容易使自己陷入危險的人。以嚴格訓練下屬見稱，曾引來野明等人不滿，但熊耳的管理才能令特車二課上下心服口服，她像軍師一樣的地位存在於特車二課，負責穩定眾人軍心，更是唯一一位能夠剋制太田「暴走」的特車二課成員。擅長柔道，但卻非常害怕鬼怪。父親是桂花女子大學教授，喜歡心靈和鬼怪傳說，因而養成她怕鬼的性格。曾派遣到香港執勤，邂逅了秘密從事不法商業活動的內海 (化名為Richard Wong), 卻被他利用而導致情報洩漏，令熊耳留下陰影。熊耳與香貫花實力相當，但彼此相處並不融洽。(漫畫版中，香貫花為內海一事多次追問熊耳，迫使她承認與內海有過來往，導致熊耳對此不滿)

### 特車二課 第一小隊（老鳥組）
南雲忍
配音：榊原良子（香港粵語配音：雷碧娜）（台灣配音：鄭仁君）
特車二課第一小隊長，出身於東京都世田谷區成城。特車二課實際上的負責人，經常為過度活躍的特車二課而頭痛。階級警部補(後警部進昇）。射擊技術成績優秀。與後藤的關係就像野明和遊馬一樣，像霧又像花。兩人關係微妙，但沒有明確的進一步發展。陸上自衛隊的不破二尉是她學生時代的好友，有時會互相交換機械人的相關情報。

### 特車二課 整備班（維修組）
榊清太郎
配音：阪脩（香港粵語配音：盧國權）
特車二課的整備班班長，自12歲開始的50年間致力於機械人維修方面，是個把自己一生奉獻給機械的人。擁有極為高超的整備技術，人稱“整備之神”。特車二課能保證每次都能正常出勤全靠他和整備班，受到二课所有人的尊敬。不過對於電腦方面卻一無所知。他管理整備班隊員似乎過份嚴格了點，新OVA第8集"火之七日間"就是講敘述他與整備班隊員間的故事。在電影版2時他已把班長一職交與大弟子繁夫，自己安享退休生活。不過仍經常和後藤隊長保持聯絡。口頭禪是“快點，誰再慢吞吞的，我就把他踢到海裡去！”
角色人名「清太郎」，是引用自人物設計者高田明美的祖父之名。
斯波繁夫
配音：千葉繁
特車二課的維修組長。出生於千葉縣松戶市。人物姓名取自本系列的音響監督斯波重治，與擔任此角色配音的聲優千葉繁。
被暱稱為“繁哥”。他是維修隊的二號人物，也是「Labor」維修組的實際負責人，過去態度較為厚顏無恥的，但他卻被班長榊迷住了，變得絕對聽話，給他一種近乎崇拜的尊重。個性開朗，擁有包括維修知識與技能兼備的一流能力。

## 漫畫
結城正美從1988年開始於週刊少年Sunday上連載至1994年完結，單行本全22冊。香港由文化傳信出版，台灣由大然文化於1992年開始出版單行本。之後台灣由東立出版社重新出版單行本；香港則由玉皇朝出版愛藏版。
| 卷數 | 小學館         | 小學館             |
| 卷數 | 發售日期       | ISBN               |
| ---- | -------------- | ------------------ |
| 1    | 1988年6月18日  | ISBN 4-09-122121-1 |
| 2    | 1988年9月17日  | ISBN 4-09-122122-X |
| 3    | 1988年12月19日 | ISBN 4-09-122123-8 |
| 4    | 1989年7月18日  | ISBN 4-09-122124-6 |
| 5    | 1989年12月14日 | ISBN 4-09-122125-4 |
| 6    | 1990年3月17日  | ISBN 4-09-122126-2 |
| 7    | 1990年6月18日  | ISBN 4-09-122127-0 |
| 8    | 1990年9月18日  | ISBN 4-09-122128-9 |
| 9    | 1991年1月18日  | ISBN 4-09-122129-7 |
| 10   | 1991年4月18日  | ISBN 4-09-122130-0 |
| 11   | 1991年7月18日  | ISBN 4-09-122601-9 |
| 12   | 1991年10月18日 | ISBN 4-09-122602-7 |
| 13   | 1991年12月11日 | ISBN 4-09-122603-5 |
| 14   | 1992年3月18日  | ISBN 4-09-122604-3 |
| 15   | 1992年5月18日  | ISBN 4-09-122605-1 |
| 16   | 1992年10月17日 | ISBN 4-09-122606-X |
| 17   | 1993年3月18日  | ISBN 4-09-122607-8 |
| 18   | 1993年6月18日  | ISBN 4-09-122608-6 |
| 19   | 1993年9月18日  | ISBN 4-09-122609-4 |
| 20   | 1993年12月11日 | ISBN 4-09-122610-8 |
| 21   | 1994年3月18日  | ISBN 4-09-123311-2 |
| 22   | 1994年8月10日  | ISBN 4-09-123312-0 |

文庫版
| 卷數 | 小學館         | 小學館             |
| 卷數 | 發售日期       | ISBN               |
| ---- | -------------- | ------------------ |
| 1    | 2000年1月15日  | ISBN 4-09-193271-1 |
| 2    | 2000年1月15日  | ISBN 4-09-193272-X |
| 3    | 2000年3月16日  | ISBN 4-09-193273-8 |
| 4    | 2000年3月16日  | ISBN 4-09-193274-6 |
| 5    | 2000年5月16日  | ISBN 4-09-193275-4 |
| 6    | 2000年5月16日  | ISBN 4-09-193276-2 |
| 7    | 2000年7月15日  | ISBN 4-09-193277-0 |
| 8    | 2000年7月15日  | ISBN 4-09-193278-9 |
| 9    | 2000年9月16日  | ISBN 4-09-193279-7 |
| 10   | 2000年9月16日  | ISBN 4-09-193280-0 |
| 11   | 2000年11月16日 | ISBN 4-09-193281-9 |

愛藏版
| 卷數 | 小學館         | 小學館                 | 玉皇朝         | 玉皇朝                 |
| 卷數 | 發售日期       | ISBN                   | 發售日期       | ISBN                   |
| ---- | -------------- | ---------------------- | -------------- | ---------------------- |
| 1    | 2019年11月12日 | ISBN 978-4-09-179304-1 | 2020年12月24日 | ISBN 978-988-8671-82-3 |
| 2    | 2019年12月12日 | ISBN 978-4-09-179305-8 | 2021年3月6日   | ISBN 978-988-8671-93-9 |
| 3    | 2020年2月12日  | ISBN 978-4-09-179306-5 | 2021年3月26日  | ISBN 978-988-8742-06-6 |
| 4    | 2020年3月12日  | ISBN 978-4-09-179307-2 | 2021年4月30日  | ISBN 978-988-8742-36-3 |
| 5    | 2020年4月10日  | ISBN 978-4-09-179308-9 | 2021年6月2日   | ISBN 978-988-8742-37-0 |
| 6    | 2020年5月12日  | ISBN 978-4-09-179309-6 | 2021年7月10日  | ISBN 978-988-8742-48-6 |
| 7    | 2020年6月11日  | ISBN 978-4-09-179310-2 | 2021年8月7日   | ISBN 978-988-8742-49-3 |
| 8    | 2020年7月10日  | ISBN 978-4-09-179313-3 | 2021年9月25日  | ISBN 978-988-8742-74-5 |
| 9    | 2020年8月12日  | ISBN 978-4-09-179314-0 | 2021年10月21日 | ISBN 978-988-8742-75-2 |
| 10   | 2020年9月11日  | ISBN 978-4-09-179315-7 | 2021年11月12日 | ISBN 978-988-8742-86-8 |
| 11   | 2020年10月12日 | ISBN 978-4-09-179316-4 | 2021年12月22日 | ISBN 978-988-8742-87-5 |
| 12   | 2020年11月12日 | ISBN 978-4-09-179317-1 | 2022年1月25日  | ISBN 978-988-8783-05-2 |
| 13   | 2020年12月11日 | ISBN 978-4-09-179318-8 | 2022年3月23日  | ISBN 978-988-8742-89-9 |
| 14   | 2021年1月12日  | ISBN 978-4-09-179319-5 | 2022年4月30日  | ISBN 978-988-8783-62-5 |
| 15   | 2021年2月12日  | ISBN 978-4-09-179320-1 | 2022年5月24日  | ISBN 978-988-8783-63-2 |
| 16   | 2021年3月12日  | ISBN 978-4-09-179324-9 | 2022年6月21日  | ISBN 978-988-8783-64-9 |

## 動畫

### OVA
台湾曾发行第1期7集OVA的Betamax版本及第2期OVA的VHS版本。
OVA第1期
1988年4月25日 - 1989年6月25日出售。全7話。
| 話數 | 日文標題 | 中文標題            | 劇本     | 演出       | 分鏡   | 作畫監督 |
| ---- | -------- | ------------------- | -------- | ---------- | ------ | -------- |
| 1    |          | 第二小隊出動        | 伊藤和典 | 澤井幸次   | 押井守 | 黄瀬和哉 |
| 2    |          | 聽天由命            | 伊藤和典 | 中村隆太郎 | 押井守 | 北崎正浩 |
| 3    |          | 4億5千萬年的陷阱    | 伊藤和典 | 澤井幸次   | 押井守 | 黄瀬和哉 |
| 4    |          | L的悲劇             | 伊藤和典 | 中村隆太郎 | 押井守 | 北崎正浩 |
| 5    |          | 二課最長的一日-前篇 | 伊藤和典 | 澤井幸次   | 押井守 | 黄瀬和哉 |
| 6    |          | 二課最長的一日-後篇 | 伊藤和典 | 板野一郎   | 押井守 | 和田卓也 |
| 7    |          | 特車隊向北          | 伊藤和典 |            |        | 高橋直人 |

OVA第2期
1990年11月22日 - 1992年4月23日出售。全16話。
| 話數 | 日文標題 | 中文標題         | 劇本                | 演出       | 分鏡                    | 作畫監督     |
| ---- | -------- | ---------------- | ------------------- | ---------- | ----------------------- | ------------ |
| 1    |          | 格里鋒再度復活   | 伊藤和典            | 元永慶太郎 | 吉永尚之 いづぶちゆたか | 高木弘樹     |
| 2    |          | 夏福特的逆襲     | 伊藤和典            | 青木康直   | 菊池一仁                | 高見明男     |
| 3    |          | 史上最強大決戰   | 伊藤和典            | 青木康直   | いづぶちゆたか          | 鈴木俊二     |
| 4    |          | 遊戲結束         | 伊藤和典            | 元永慶太郎 | 吉永尚之                | 高木弘樹     |
| 5    |          | 災厄之日         | 横手美智子          | 浦田保則   | 菊池一仁                | 山田きさらか |
| 6    |          | 收視率90％       | 有栖ひばり          | 元永慶太郎 | 知吹愛弓                | 高木弘樹     |
| 7    |          | 黑色三連星       | 押井守              | 青木康直   | 青木康直                | 高見明男     |
| 8    |          | 火之七日         | 押井守              | 浦田保則   | 青木康直                | 山田きさらか |
| 9    |          | 棋逢敵手         | 横手美智子 伊藤和典 | 青木康直   | 青木康直                | 高見明男     |
| 10   |          | 失憶症           | 押井守              | 原田奈奈   | 吉永尚之                | 山田きさらか |
| 11   |          | 大雨中的小貓     | 伊藤和典            | 青木康直   | 青木康直                | 高木弘樹     |
| 12   |          | 兩人的輕井澤     | 有栖ひばり 伊藤和典 | 浦田保則   | 吉永尚之                | 高見明男     |
| 13   |          | 再囚地牢         | 押井守              | 原田奈奈   | 吉永尚之                | 重田敦司     |
| 14   |          | 雪之圓舞曲       | いづぶちゆたか      | 菱川直樹   | いづぶちゆたか          | 高見明男     |
| 15   |          | 星星來的女子     | 伊藤和典 小杉敦仁   | 元永慶太郎 | 土器手司                | 土器手司     |
| 16   |          | 第二小隊沒有異常 | 伊藤和典            | 青木康直   | 吉永尚之                | 高木弘樹     |

### 電視動畫
日本上映時間自1989年10月11日至1990年9月26日。
| 話數 | 日文標題 | 中文標題                 | 劇本                | 演出       | 分鏡       | 作畫監督          |
| ---- | -------- | ------------------------ | ------------------- | ---------- | ---------- | ----------------- |
| 1    |          | 英格倫出動               | 伊藤和典            | 浦田保則   | 吉永尚之   | 西村誠芳          |
| 2    |          | 香貫花來了               | 伊藤和典            | 元永慶太郎 | 滝沢敏文   | 高見明男          |
| 3    |          | 這裏是特車二課           | 押井守              | 青木康直   | 高野太     | 井口忠一          |
| 4    |          | 去魔鬼山                 | 伊藤和典            | 西山明樹彦 | 澤井幸次   | 戸部敦夫          |
| 5    |          | 狂走的機械人X-10         | 星山博之            | 高松信司   | 高松信司   | 西村誠芳          |
| 6    |          | 高塔城SOS                | 木村直人            | 浦田保則   | 滝沢敏文   | 高見明男 佐野浩敏 |
| 7    |          | 光榮的改良97式           | 伊藤和典            | 元永慶太郎 | 高野太     | 井口忠一          |
| 8    |          | 綠色疑雲                 | 木村直人            | 青木康直   | 澤井幸次   | 西村誠芳          |
| 9    |          | 機械人登陸               | 押井守              | 西山明樹彦 | 高野太     | 戸部敦夫          |
| 10   |          | 魔鬼的陷阱               | 伊藤和典            | 高松信司   | 滝沢敏文   | 井口忠一          |
| 11   |          | 太田受襲                 | 伊藤和典            | 元永慶太郎 | 吉永尚之   | 高見明男          |
| 12   |          | 太田困惑的下午           | 横手美智子          | 吉永尚之   | 吉永尚之   | 西村誠芳          |
| 13   |          | 殿下請手下留情           | 木村直人            | 青木康直   | 青木康直   | 戸部敦夫          |
| 14   |          | 是你獲勝！               | 押井守              | 西山明樹彦 | 高野太     | 井口忠一          |
| 15   |          | 唱歌的鯨魚               | 横手美智子          | 高松信司   | 高松信司   | 高見明男          |
| 16   |          | 小隊渡海而來             | 高橋哲子            | 元永慶太郎 | 栗山美秀   | 高木弘樹          |
| 17   |          | 目標 後藤隊長            | 伊藤和典 横手美智子 | 浦田保則   | 菊池一仁   | 西村誠芳          |
| 18   |          | 很喜歡野明前輩           | 有栖ひばり          | 青木康直   | 加瀬充子   | 戸部敦夫          |
| 19   |          | 地下城之影               | いづぶちゆたか      | 元永慶太郎 | 滝沢敏文   | 井口忠一          |
| 20   |          | 黑色胎動                 | 伊藤和典            | 西山明樹彦 | 加瀬充子   | 高見明男          |
| 21   |          | 亡靈再現                 | 伊藤和典            | 浦田保則   | 吉永尚之   | 戸部敦夫          |
| 22   |          | 花與機械人               | 横手美智子          | 青木康直   | 菊池一仁   | 西村誠芳          |
| 23   |          | 香貫花的報告             | 有栖ひばり 吉永尚之 | 原田奈奈   | 吉永尚之   | 高木弘樹          |
| 24   |          | 再見香貫花               | 伊藤和典            | 元永慶太郎 | 吉永尚之   | 高岡希一          |
| 25   |          | 春天的風暴               | 横手美智子          | 西山明樹彦 | 滝沢敏文   | 井口忠一          |
| 26   |          | 我是熊耳武緒             | 横手美智子          | 浦田保則   | 加瀬充子   | 戸部敦夫          |
| 27   |          | 黑暗中呼叫的聲音         | 伊藤和典            | 青木康直   | 青木康直   | 西村誠芳          |
| 28   |          | 兩個可疑的人             | 伊藤和典            | 元永慶太郎 | 滝沢敏文   | 高木弘樹          |
| 29   |          | 特車二課的毀滅           | 押井守              | 西山明樹彦 | 吉永尚之   | 井口忠一          |
| 30   |          | 鷹頭師上場!              | 伊藤和典            | 浦田保則   | 滝沢敏文   | 高岡希一          |
| 31   |          | 雨之慘劇                 | 並木敏              | 元永慶太郎 | 菊池一仁   | 戸部敦夫          |
| 32   |          | 再會                     | 伊藤和典            | 青木康直   | 菊池一仁   | 高木弘樹          |
| 33   |          | 沙寶之犬                 | 伊藤和典            | 西山明樹彦 | 吉永尚之   | 井口忠一          |
| 34   |          | 城門之戰                 | 伊藤和典            | 青木康直   | 青木康直   | 西村誠芳          |
| 35   |          | 鷹頭師墮海!              | 伊藤和典            | 浦田保則   | 吉永尚之   | 戸部敦夫          |
| 36   |          | 野明的冒險               | 並木敏              | 元永慶太郎 | 元永慶太郎 | 高見明男          |
| 37   |          | 購買保險                 | 並木敏              | 西山明樹彦 | 滝沢敏文   | 山田きさらか      |
| 38   |          | 地下迷宮                 | 押井守              | 原田奈奈   | 知吹愛弓   | 西村誠芳          |
| 39   |          | 大量生產機械人計劃       | 並木敏              | 青木康直   | 菊池一仁   | 高木弘樹          |
| 40   |          | 沿岸警備命令             | 須釜重美            | 浦田保則   | 浦田保則   | 磯野智            |
| 41   |          | 救恐怖份子               | 並木敏              | 元永慶太郎 | 池田成     | 西村誠芳          |
| 42   |          | 回來的男人               | 横手美智子          | 西山明樹彦 | 西山明樹彦 | 山田きさらか      |
| 43   |          | 工作小姐                 | 有栖ひばり 高橋哲子 | 青木康直   | 青木康直   | 高見明男          |
| 44   |          | 紐約機械人小隊           | 伊藤和典            | 浦田保則   | 吉永尚之   | 土器手司          |
| 45   |          | 選擇職業的自由           | 横手美智子          | 元永慶太郎 | 元永慶太郎 | 山田きさらか      |
| 46   |          | 他的名字是零             | 伊藤和典            | 西山明樹彦 | 菊池一仁   | 高木弘樹          |
| 47   |          | Condition Green 情況妥當 | 伊藤和典            | 青木康直   | 吉永尚之   | 高見明男          |

### 電視動畫重製版
2001年10月3日於東京電視台開始播出，是將電視動畫和後期OVA版抽出一部份的重新播放版本《機動警察 - 行動選擇》。
括號中的數字為本來集數。
1. (1) 英格倫出動
2. (2) 香貫花來了
3. (5) 狂走的機械人X-10
4. (7) 光榮的改良97式
5. (10) 魔鬼的陷阱
6. (11) 太田受襲
7. (19) 地下城之影
8. (20) 黑色胎動
9. (21) 亡靈再現
10. (26) 我是熊耳武緒
11. (29) 特車二課的毀滅
12. (30) 鷹頭師上場！
13. (31) 雨之慘劇
14. (32) 再會
15. (33) 沙寶之犬
16. (34) 城門之戰
17. (35) 鷹頭師墮海！
18. (38) 地下迷宮
19. (46) 他的名字是零
20. (OVA13) 再囚地牢
21. (OVA1) 格里鋒再度復活
22. (OVA2) 夏福特的逆襲
23. (OVA3) 史上最強大決戰
24. (OVA4) 遊戲結束

### 第三作
機動警察劇場版Ⅲ - 13號廢棄物
- 監督:高山文彦、遠藤卓司
- 制作:TRIANGLE STAFF→MADHOUSE
- 上映日期:2002年3月30日
- 片長:100分鐘
- 故事大綱:昭和75年，在「巴比倫計劃」灣岸開發地的東京灣沿岸，發生數起以LABOR為目標的離奇破壞事件。警視廳城南署的刑事‧久住與秦在調查的途中，遇見了在灣岸的儲備基地裡獵食人類的「怪物」。這個怪物是否就是這一連串襲擊事件的元兇？而那名在調查過程中逐漸浮出台面的女子，到底與本案有何關聯？[4]

播放電視台
「東京毀滅戰」曾於2006年於衛視電影台播出新國語配音版，「和平保衛戰」與「13號廢棄物」都曾在AXN播出。
發售光碟
動畫電影DVD及BD版，台灣由普威爾代理發行。
| 卷數      | 發售日期      | 收錄話數                           | 規格编號               | 官方定價 |
| DVD       | DVD           | DVD                                | DVD                    | DVD      |
| --------- | ------------- | ---------------------------------- | ---------------------- | -------- |
| Ⅰ         | 2003年8月27日 | 東京毀滅戰                         | EAN 471-8481-01006-2   | NTD 600  |
| Ⅱ         | 2003年8月27日 | 和平保衛戰                         | EAN 471-8481-01005-5   | NTD 600  |
| Ⅲ         | 2003年8月27日 | 13號廢棄物                         | EAN 471-8481-01487-9   | NTD 600  |
| DVD限定版 |               |                                    |                        |          |
|           | 2003年8月11日 | 東京毀滅戰、和平保衛戰、13號廢棄物 | EAN 471-8481-01471-8   | NTD 875  |
| BD        |               |                                    |                        |          |
| Ⅰ         | 2010年9月11日 | 東京毀滅戰                         | EAN 471-8481-36012-9   | NTD 980  |
| Ⅱ         | 2010年9月11日 | 和平保衛戰                         | EAN 471-8481-36013-6   | NTD 980  |
| Ⅲ         | 2010年9月11日 | 13號廢棄物                         | EAN 471-8481-36014-3   | NTD 980  |
| BD限定版  |               |                                    |                        |          |
|           | 2010年9月11日 | 東京毀滅戰、和平保衛戰、13號廢棄物 | ISBN 976-957-014-961-8 | NTD 2940 |

### 主題曲
OVA第1期
- 片頭曲

未来派LOVERS（第1 - 6 集※第7集無OP） 歌: 笠原弘子
- 片尾曲

そして、夜明け（第1集）曲: 川井憲次
Megalocity Police（第2集）曲: 川井憲次
幻影の果てに（第3集）曲: 川井憲次
Lの悲劇（第4集）曲: 川井憲次
二課の一番長い日（第5集）曲: 川井憲次
レヴォリューション（第6集）曲: 川井憲次
後藤喜一の事件簿（第7集）曲: 川井憲次
OVA第2期
- 片頭曲

コンディション グリーン - 緊急発進（第1,2,5,6集） 歌: 笠原弘子
守りたいの（第3,4,7 - 9集） 歌: 富永みーな
YOU ARE THE ONE（第10 - 13集） 歌:DAIZO
IDLING FOR YOU（第14 - 16集） 歌: 谷本憲彥
- 片尾曲

パラダイスの確率（第1,2,5,6集） 歌: JA-JA
マイペース～My Way My Pace～（第3,4,7,8,9集） 歌: 冨永みーな
100カラットの未来（第10 - 13集） 歌: 兵藤まこ
LONG SILENCE（第14・15集）歌: 茂村泰彦
Wings to the Dream （第16集）曲: 川井憲次
電視動畫
- 片頭曲

そのままの君でいて（第1 - 34集） 歌: 仁藤優子
コンディション グリーン - 緊急発進（第35 - 47集） 歌: 笠原弘子
- 片尾曲

MIDNIGHT BLUE（第1 - 34集） 歌: KISSME QUICK
パラダイスの確率（第35 - 47集） 歌: JA-JA

## 真人电视剧與剧场版
《机动警察：次世代》（The Next Generation -Patlabor-）是由押井守导演的真人电视剧。故事以围绕特车二科的第三代队员为中心展开。《THE NEXT GENERATION－PATLABOR－》由分七章的十二話及一部长篇电影构成。于2014年至2015年播出，共12话 (包括第零集)，每話48分钟 (除第零話只得15分鐘)，并以2015年放映的剧场版结尾。一到七章先在電影院作有限度上映，接著在BS Digital及STAR CHANNEL播放。由第零話《光荣的特车二课》和第一話《第三代出擊！》组成的第一章在2014年4月26日于电影院上映。在第七章，會先播放過去六章的精華片段，然後才播放第12话。剧场版《機動警察新世代：首都決戰》在2015年5月1日于电影院上映。导演剪辑版則在2015年10月10日上映。總製作開支為22億日元，票房收入約2億日元，但不包括DVD及其他海外收入。

### 電視劇與剧场版
| 章數   | 話數 | 日文標題 | 中文標題                   | 發行日期   |
| ------ | ---- | -------- | -------------------------- | ---------- |
| 1      | 0    |          | 光荣的特车二课             | 08.03.2014 |
| 1      | 1    |          | 第三代出擊!                | 26.04.2014 |
| 2      | 2    |          | 98型重啟                   | 31.05.2014 |
| 2      | 3    |          | 鐵拳明                     | 31.05.2014 |
| 3      | 4    |          | 流浪犬們的下午             | 12.07.2014 |
| 3      | 5    |          | 大怪獸出現 前編            | 12.07.2014 |
| 4      | 6    |          | 大怪獸出現 後編            | 30.08.2014 |
| 4      | 7    |          | 計時炸彈                   | 30.08.2014 |
| 5      | 8    |          | 遠距離狙撃2000             | 18.10.2014 |
| 5      | 9    |          | 鱷魚地牢                   | 18.10.2014 |
| 6      | 10   |          | 紅色Labor失控              | 29.11.2014 |
| 6      | 11   |          | THE LONG GOODBYE           | 29.11.2014 |
| 7      | SP   |          | 回顧！ 特車二課 存亡的危機 | 10.01.2015 |
| 7      | 12   |          | 偉大的遺產                 | 10.01.2015 |
| 剧场版 |      |          | 機動警察新世代：首都決戰   | 01.05.2015 |

## 相關出版

### 郵票
- 日本郵政局繼2005年推出一系列人氣動畫為題材所發行的特殊郵票企劃後，在2008年 8 月 22 日開始在日本全國的郵局開始販售最新第8彈《機動警察》套票。發行量150萬套，其中分切十枚，個枚面額為80元。

1. イングラム1号機
2. 泉野明(のあ)
3. 太田功
4. イングラム2号機
5. 南雲しのぶ
6. イングラム3号機
7. 零式
8. 篠原遊馬
9. 特車二課とイングラムI
10. 特車二課とイングラムII

## 外部連結
- （日語）PATLABOR.ORG - ファンによるWeb記念碑
- （日語） バンダイチャンネル - TVA　機動警察パトレイバー （页面存档备份，存于）
- （日語） バンダイチャンネル - 初期OVA　機動警察パトレイバー （页面存档备份，存于）
- （日語）バンダイチャンネル - NEW OVA　機動警察パトレイバー （页面存档备份，存于）
- （日語） WXIII PATLABOR THE MOVIE3 （页面存档备份，存于） - 萬代影視運営 歴代パトレイバー映像作品紹介もあり
- （日語） ゆうきまさみ作品紹介 - ゆうきまさみ公式サイト内のパトレイバーデータベース
- （日語）PATLABOR こちら企画7課 - ファンによるアニメの登場人物、レイバー等の紹介
- （日語）特車2課整備班電算室 - ファンによる登場メカ（レイバー）の紹介
- （日語）
- （日語）特殊切手-機動警察パトレイバーの発行 日本郵便 （页面存档备份，存于）